# Ангелският дял
„Ангелският дял“ (на английски: The Angels' Share) е филм от 2012 година, трагикомедия на режисьора Кен Лоуч по сценарий на Пол Лавърти, международна копродукция на компании от Великобритания, Франция, Италия и Белгия.
В центъра на сюжета са четирима младежи от Глазгоу, които се запознават, след като са осъдени за дребни престъпления на общественополезен труд и по стечение на обстоятелствата организират кражба на изключително скъпо специално уиски. Главните роли се изпълняват от Пол Браниган, Джон Хеншоу, Шивон Рийли, Гери Майтланд.
„Ангелският дял“ печели наградите на БАФТА за сценарий и мъжка роля и наградата на журито на Кинофестивала в Кан, където е номиниран за „Златна палма“.